# برده یک کشور آزاد
برده یک کشور آزاد (به انگلیسی: Azaad Desh Ke Gulam) فیلمی محصول سال ۱۹۹۰ و به کارگردانی اس. ای. چاندراسکار است. در این فیلم بازیگرانی همچون جکی شروف، ریکا، ریشی کاپور، پریم چوپرا، ریکش بدی، پران ایفای نقش کرده‌اند.